# 国高村
国高村（くにたかむら）は福井県今立郡にあった村。現在の越前市中心部の北東、日野川右岸、北陸自動車道・武生インターチェンジの北西一帯にあたる。

## 地理
- 山岳 ： 村国山
- 河川 ： 日野川

## 歴史
- 1889年（明治22年）4月1日 - 町村制の施行により、村国村、押田村、横市村、庄村、塚町村、長土呂村、馬上免村、稲寄村、瓜生村及び高木村の区域をもって、国高村が発足する。
- 1950年（昭和25年）7月7日 - 武生市に編入する[1]。

## 交通

### 鉄道路線
- 福井鉄道
  - 南越線
    - 村国駅 - 塚町駅

村域を日本国有鉄道の北陸本線が通過したが、駅は所在しなかった。

### 道路
現在は旧村域に北陸自動車道の武生インターチェンジが所在するが、当時は未開通。